# Półkwadrat

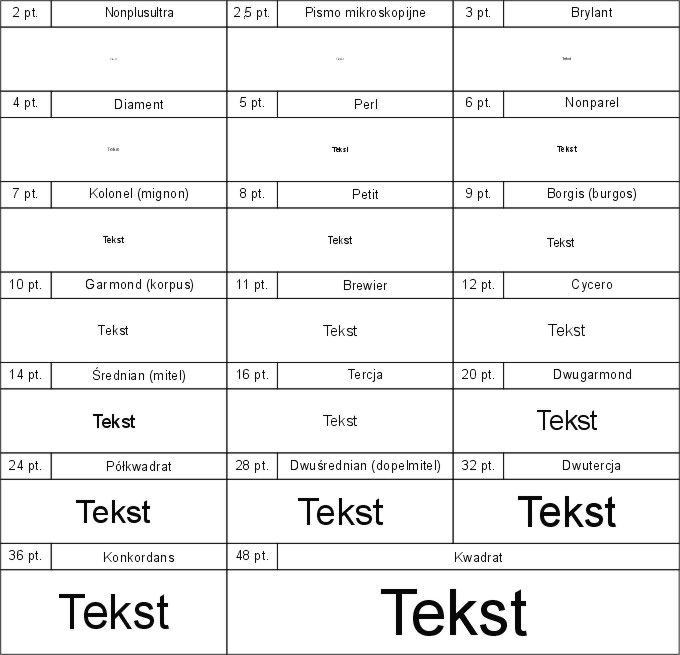
Nazwy stopni pisma przyjęte w Polsce

Półkwadrat – justunek o szerokości 24 punktów typograficznych stosowany w zecerstwie, jak również nazwa stopnia pisma o wielkości 24 punktów typograficznych w systemie Didota.
1 półkwadrat = 2 cycera = 24 punkty typograficzne
1 półkwadrat ≈ 9,026 mm